# Stadtlauringen
Stadtlauringen là một đô thị ở huyện Schweinfurt bang Bayern, Đức.